# Georgi Atanasow (polityk)
Georgi Iwanow Atanasow, bułg. Георги Иванов Атанасов (ur. 25 lipca 1933 we wsi Prawosławen k. Płowdiwu, zm. 31 marca 2022 w Sofii) – bułgarski działacz komunistyczny.

## Życiorys
Ukończył studia historyczne na Uniwersytecie Sofijskim. W 1956 roku wstąpił do Bułgarskiej Partii Komunistycznej. Od 1966 do 1990 był deputowanym do Zgromadzenia Narodowego. W okresie od 21 marca 1986 do 3 lutego 1990 roku pełnił funkcję premiera Bułgarii. W listopadzie 1992 roku został skazany na karę 10 lat pozbawienia wolności za przywłaszczenie pieniędzy w kwocie 203 tys. lewów z funduszu przeznaczonego dla sierot. W sierpniu 1994 roku zwolniono go z odbywania kary z powodu złego stanu zdrowia.